# Молния-2
КА «Молния-2» (Название при проектировании: Молния-1М, индекс ГУКОС — 11Ф628) — относится к спутникам связи двойного назначения второго поколения. Он был разработан в начале 70-х годов на основе спутниковой платформы КАУР-2 в и являлся частью Единой системы спутниковой связи (ЕССС) вместе с КА Радуга («Грань»). Кроме того, КА «Молния-2» служил для ретрансляции программ Центрального телевидения на сеть станций «Орбита».
В 1977 году был заменён на более мощный КА «Молния-3».

## История
Первоначально КА связи первого поколения «Молния-1» на высокоэллиптических орбитах (предшественник «Молния-2») планировались только для экспериментальной проверки возможности создания линии дальней связи через спутник. Поэтому постановлением правительства от 31.10.1961 наряду с созданием аппарата «Молния-1» предусматривалось проведение работ по созданию КА «Молния-1М», обеспечивающего функционирование радиолинии в международном диапазоне сантиметровых длин волн (C-диапазон) для ретрансляции телевизионных программ на сеть станций «Орбита». После принятия в эксплуатацию КА «Молния-1», на базе проекта «Молния-1М» был создан КА связи второго поколении «Молния-2». В то же время, в 1968 году, были начаты работы по созданию Спутниковой системы стратегической связи «Кристалл» и Государственной системы спутниковой связи (ГССС).
Конструкторская разработка КА «Молния-2» была завершена к началу 1970-х годов. Во время разработки проекта, разработчики пришли к выводу, что возможности советской опытно-конструкторской и промышленной базы позволяли обеспечить выполнение возложенных на эти системы задач только при максимальной унификации используемых в них средств и организационном их объединении в одну. В связи с этим, постановлением ЦК КПСС и Совета Министров СССР от 05.04.1972 было решено создать Единую систему спутниковой связи (ЕССС) на базе КА второго поколения «Молния-2» на высокоэллиптических орбитах и «Радуга» на геостационарной орбите.
Летные испытания КА «Молния-2» проводились в 1971-74 гг. Во время испытаний разработчики столкнулись с различными проблемами, главной из которых стало отсутствие методики прогнозирования сроков активного существования КА. Так как не хватало опыта оценки надежности оборудования на борту КА, то их непредвиденный выход из строя привёл к затяжке сроков отработки КА. Так, после создания в 1973 г. системы из трех КА «Молния-2» и с учётом прекрасного качества телевизионных передач, было принято решение об их опытной эксплуатации. Недоработка бортовой системы на первом космическом аппарате была обнаружена только после вывода на орбиту всех трёх КА и поэтому повторилась на всех аппаратах. К 23 февраля 1973 г. все КА вышли из строя, что привело к остановке телевизионных трансляций и недовольству среди населения на Дальнем Востоке, Чукотке и Крайнем Севере. Совет Министров СССР высказал серьёзные претензии, вплоть до развала системы, к Госкомиссии и главному конструктору Григорию Маркеловичу Чернявскому. Им было предложено устранить неполадки и в кратчайшие сроки восстановить систему.
Опытная эксплуатация комплекса «Молния-2» осуществлялась в 1974-77 гг. В этот период было запущено 19 КА «Молния-2», 17 из которых успешно.. В 1977 году был заменён на более мощный КА «Молния-3».

## Группировка «Молния-2»

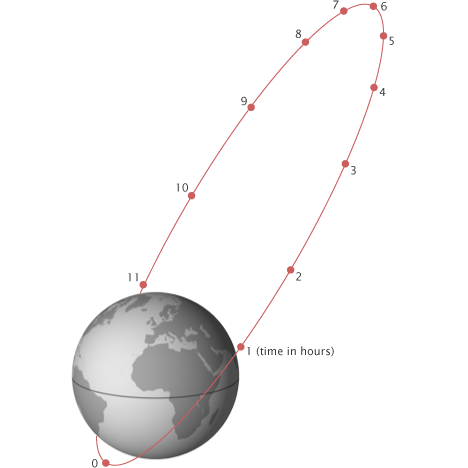
Типичная орбита КА «Молния». Красными точками отмечено время движения спутника по орбите

Как и система спутников «Молния-1+», полная группировка КА «Молния-2» состояла из восьми аппаратов на высокоэллиптических 12-часовых орбитах «Молния» с апогеем в Северном полушарии (высота апогея около 40 тыс. км и перигея около 500 км). КА были разделены на четыре пары, в каждой из которых спутники двигались вдоль одной наземной трассы с интервалом в 6 час друг за другом. Трассы пар были смещены друг относительно друга на 90° по долготе, то есть 8 спутников обеспечивали покрытие во всём мире. Апогеи суточных витков КА первой группы находились над территорией Центральной Сибири и над Северной Америкой, а у КА второй группы — над Западной Европой и Тихим океаном. В период связи КА находились очень высоко над территорией СССР и, таким образом, являлись весьма слабо перемещающимися объектами относительно наземных станций. Это упрощало процесс наведения и удержания их антенн.

## Предназначение
Система спутниковой связи на базе «Молния-2» использовалась в основном для передачи программ Центрального телевидения на сеть станций («Орбита»). В отличие от первоначально используемых с «Молния-1+» алюминиевых антенн размером 12 метров и весом 30 тонн, теперь появилась возможность радикально уменьшить размер антенн из-за использования C-диапазона (хотя это было сделано позже, уже в сети «Москва»). Всего через два года, в 1967 году в стране было построено уже 20 наземных станций. К началу 70-х годов насчитывалось около 70 наземных станций, охватывающих вещанием 80 % населения страны. А к началу 80-х годов таких станций было уже 90.
Кроме того, для тестирования работы ЕССС первого этапа на спутниках «Молния-2» устанавливались ретрансляторы спутниковой системы стратегической связи «Кристалл» и Государственной системы спутниковой связи.

### Полезная нагрузка
Полезная нагрузка для КА «Молния-2» были разработаны в МНИИРС Минрадиопрома. КА оснащался ретрансляционной аппаратурой «Сегмент-2» (главный конструктор А. Г. Орлов), обеспечивающей одновременную работу двух стволов связи в C-диапазоне . На спутнике были применены ряд прогрессивных технических решений, например исполнение выходных каскадов стволов ретрансляционной аппаратуры на лампах бегущей волны (ЛБВ) «Шунт». Это решение должно было обеспечить работу блоков в открытом космическом пространстве.

## Платформа

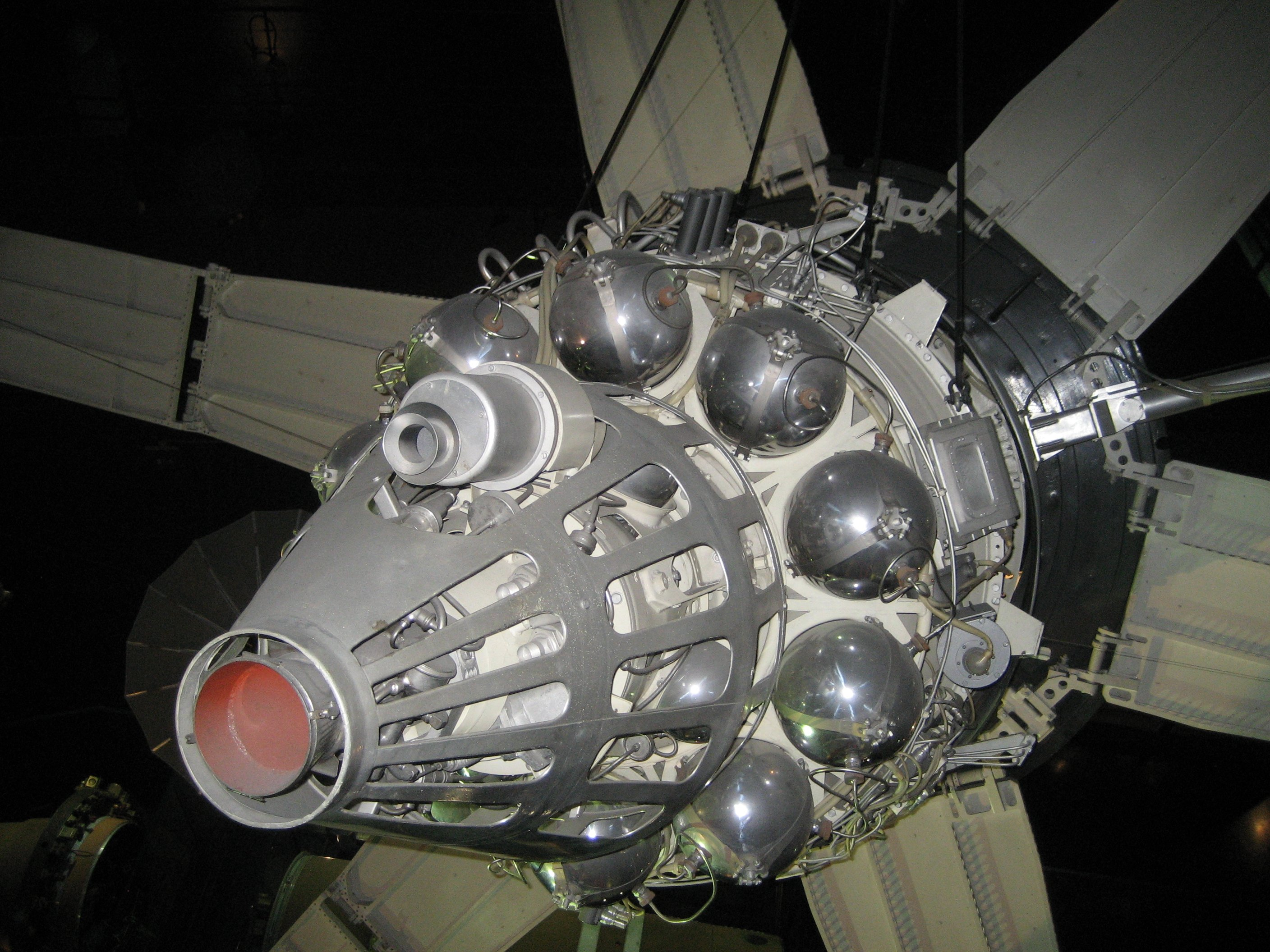
КА Молния с близкого расстояния. Хорошо видны шар-баллоны с запасами азота системы ориентации.

КА «Молния-2» строился на базе космической платформы КАУР-2. Она состояла из цилиндрического гермоотсека со служебной и ретрансляционной аппаратурой, на котором крепились шесть откидывающихся панелей солнечных батарей, двигательная установка коррекции, имеющая форму усеченного конуса, антенны, внешние радиаторы системы терморегулирования, исполнительные органы и шар-баллоны с запасами азота системы ориентации. Корпус спутника ориентировался продольной осью на Солнце, а антенны, установленные на выносной штанге, независимо наводились на Землю.
Срок активного существования КА «Молния-2» составлял в среднем 2-3 года.

### Система управления ориентацией
КА «Молния-2» обладал уникальной системой управления ориентацией, где управление движением объекта вокруг центра масс по трем осям осуществлялось одним гироскопом. Так как солнечные батареи были жестко прикреплены к корпусу, КА должен был постоянно ориентирован на Солнце. Это достигалось с помощью массивного гироскопа, установленного внутри спутника.
После того как спутник отделялся от ракеты-носителя и ориентировался на Солнце, гироскоп раскручивался до больших оборотов. Особенность гироскопа состоит в том, что, будучи раскрученным, он сохраняет постоянным направление своей оси в пространстве. Гироскоп, установленный внутри «Молния-2», был связан с ним слабыми пружинками с демпферами для уменьшения колебаний. КА как бы «висел», привязанный к гироскопу. Хотя механическая часть была очень сложной, электронная часть системы оказалась довольно простой и надежной и за многие годы эксплуатации спутников «Молния-2» работала безотказно. Дополнялась эта гироскопическая система микродвигателями КДУ-414, работающими на сжатом азоте, которая корректировала незначительные отклонения объекта от заданного положения за счет возмущений или временных изменений траектории. Сочетание силового гироскопа и микродвигателей позволило создать очень экономичную систему ориентации с минимальным расходом топлива.

## Список запусков КА «Молния-2»
| 1  | Молния-2-1  | 24.11.1971 | Плесецк 43/4 | 1971-100A | 05620 | 10.05.1976 | Преждевременно вышел из строя                                               |
| 2  | Молния-2-2  | 19.05.1972 | Плесецк 43/4 | 1972-037A | 06031 | 22.03.1977 | Преждевременно вышел из строя                                               |
| 3  | Молния-2-3  | 30.09.1972 | Плесецк 41/1 | 1972-075A | 06208 | 12.01.1978 | Преждевременно вышел из строя                                               |
| 4  | Молния-2-4  | 12.12.1972 | Плесецк 41/1 | 1972-098A | 06308 | 14.01.1975 | Преждевременно вышел из строя                                               |
| 5  | Молния-2-5  | 05.04.1973 | Плесецк 41/1 | 1973-018A | 06418 | 06.01.1979 |                                                                             |
| 6  | Молния-2-6  | 11.07.1973 | Плесецк 41/1 | 1973-045A | 06722 | 05.08.1978 |                                                                             |
| 7  | Молния-2-7  | 19.10.1973 | Плесецк 41/1 | 1973-076A | 06877 | 08.07.1983 |                                                                             |
| 8  | Молния-2-8  | 25.12.1973 | Плесецк 41/1 | 1973-106A | 07000 | 24.11.1984 |                                                                             |
| 9  | Молния-2-9  | 26.04.1974 | Плесецк 41/1 | 1974-026A | 07276 | на орбите  |                                                                             |
| 10 | Молния-2-10 | 23.07.1974 | Плесецк 43/4 | 1974-056A | 07376 | на орбите  |                                                                             |
| 11 | Молния-2-11 | 21.12.1974 | Плесецк 41/1 | 1974-102A | 07583 | 07.07.1988 |                                                                             |
| 12 | Молния-2-12 | 06.02.1975 | Плесецк 41/1 | 1975-009A | 07641 | 04.08.1985 |                                                                             |
| 13 | Молния-2-13 | 08.07.1975 | Плесецк      | 1975-063A | 08015 | 12.09.2018 |                                                                             |
| 14 | Молния-2-14 | 09.09.1975 | Плесецк      | 1975-081A | 08195 | на орбите  |                                                                             |
| 15 | Молния-2-15 | 17.12.1975 | Плесецк      | 1975-121A | 08492 | 28.06.1990 |                                                                             |
| 16 | Космос-837  | 01.07.1976 | Плесецк      | 1976-062A | 08927 | 18.11.1983 | Неисправность последней ступени РН, КА не удалось вывести на рабочую орбиту |
| 17 | Космос-853  | 01.09.1976 | Плесецк 43/3 | 1976-088A | 09398 | 31.12.1976 | Неисправность последней ступени РН, КА не удалось вывести на рабочую орбиту |
| 18 | Молния-2-16 | 02.12.1976 | Плесецк      | 1976-116A | 09574 | 18.01.1991 |                                                                             |
| 19 | Молния-2-17 | 11.02.1977 | Плесецк      | 1977-010A | 09829 | 06.01.2020 |                                                                             |